# Драбинка (зачіска)

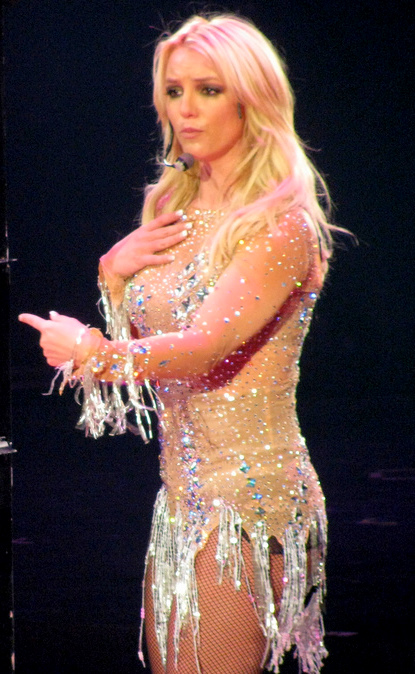
Брітні Спірс з зачіскою драбинка

Драбинка  - зачіска на довге і середнє волосся, для зачіски драбинка волосся стрижеться починаючи від кінчиків прядками різної довжини. Стрижені пасма формують вдавану драбинку, особливо якщо пасма вдало виложені спереду дівчини чи жінки що носить цю зачіску .
Драбинка відрізняється своєю плавністю і досягненням об'єму. Досягається цей ефект завдяки багатошаровості зачіски і грамотній філіровці кінчиків волосся .
Ця зачіска є досить складною у виконанні і тому вимагає від перукаря деякої майстерності. Підчас стрижки перукар зістригає пасмо за пасмом таким чином, щоб кожне пасмо у напрямку до верхівки була коротшим за попереднє. Пасма в зачісці драбинка можуть бути різної довжини і мати різний перепад по довжині .